# Moissac
Die Gemeinde Moissac liegt im Département Tarn-et-Garonne in der Region Okzitanien im Südwesten Frankreichs. Sie gehört zum Kanton Moissac im Arrondissement Castelsarrasin. Mit 13.652 Einwohnern (Stand 1. Januar 2022) ist die Stadt ein regionales Zentrum des Fremdenverkehrs und eine der kulturhistorisch bedeutendsten Stätten am französischen Jakobsweg Via Podiensis.

## Geografie und Verkehr
Die Stadt liegt am rechten Ufer des Flusses Tarn, etwa vier Kilometer oberhalb seiner Mündung in die Garonne. Am linken Ufer liegt der Ortsteil St-Benoît. Moissac wird auch vom Canal latéral à la Garonne (deutsch: Garonne-Seitenkanal), erschlossen, der den Tarn auf einer imposanten Kanalbrücke überquert. Die nächsten französischen Großstädte sind Toulouse (63 km) im Südosten, Bordeaux (156 km) im Nordwesten und Montpellier (230 km) im Südosten.
Der nächste internationale Flughafen ist der International Airport Toulouse Blagnac. Der im Regionalverkehr mit TER-Zügen bediente SNCF-Bahnhof von Moissac liegt an der Strecke Bordeaux–Sète, während sich der nächste TGV-Anschluss in Montauban befindet. An das französische Fernstraßennetz ist Moissac über die A62 Toulouse-Nord – Bordeaux und die Ausfahrt 9 (Castelsarrasin) angebunden.

## Geschichte
Eine erste Gründung der Abtei Sankt Peter soll es um das Jahr 500 durch den Merowinger-König Chlodwig gegeben haben. Dies konnte aber durch die Wissenschaft nicht belegt werden. Erst in der Mitte des 7. Jahrhunderts ist die erste Gründung durch den heiligen Didier (den Bischof von Cahors) belegt. Sie fand während der Eroberungszüge der Araber und Normannen statt. Im 13. Jahrhundert wird die Abtei von Äbten geführt, die sich als große Baumeister hervortun (Raymond de Montpezat und Bertrand de Montaigu). Im 15. Jahrhundert erlebt das Kloster eine neue großangelegte Bauphase, in der insbesondere der gotische Teil der Abteikirche entsteht. 1626, nach fast 1000 Jahren, verlassen die Benediktinermönche im Rahmen der Säkularisation die Abtei und werden durch Augustiner abgelöst.
Der Hundertjährige Krieg, in dessen Verlauf Moissac zweimal von den Engländern besetzt wurde, und die Hugenottenkriege setzen Abtei und Stadt schwer zu.
Während der Französischen Revolution, werden 1792 die Archive und Kunstschätze des Klosters geplündert oder zerstört. In der Mitte des 19. Jahrhunderts entgeht die Abtei nur knapp der völligen Zerstörung, denn Kreuzgang und Konvent sollen dem Bau der Bahnlinie Bordeaux – Sète weichen. Einer Initiative des Denkmalschutzes ist es zu verdanken, dass die Pläne nicht ausgeführt werden.
Die berühmte Chronik (Chronicon Moissiacense) des Benediktinerklosters Moissac, die auch für die deutsche Geschichte von Bedeutung ist, befindet sich heute in der Bibliothèque nationale de France in Paris.
Seit 1855 ist Moissac an das Eisenbahnnetz angeschlossen. 1953 erhielten die Weinbauern der Umgebung das Gütezeichen appellation d’origine contrôlée für die Tafeltraube Chasselas de Moissac. Seit 1996 ist Chasselas de Moissac in der EU eine geschützte Ursprungsbezeichnung.

## Jakobsweg (Via Podiensis)
Aus kulturhistorischer Sicht ist Moissac, neben Conques, die bedeutendste Station der Via Podiensis. In der mittelalterlichen Stadt gab es eine Reihe von Pilgerherbergen, und im Hospiz des Klosters wurden die Kranken versorgt. Die eigentliche Aufgabe des Klosters war die geistige Betreuung der Pilger durch das Zelebrieren von Messen und Prozessionen zu Ehren des heiligen Jakob.
Heute gibt es in der Stadt für Pilger vier Etappenherbergen (französisch: Gîte d’étape), Hotels und Privatzimmer (französisch: Chambre d’hôte), sowie einen Campingplatz und eine Touristeninformation.
Der Weg folgt ein Stück dem Canal latéral à la Garonne, um dann bei Auvillar die Garonne zu überschreiten. Der Charakter der Landschaft hat sich jetzt vollständig gewandelt und wird vom Wasser und Flussauen geprägt. Als Straßenverbindung führt die Strecke D813 – D11 nach Auvillar.

## Sehenswürdigkeiten
- Ehemalige Benediktinerabtei Saint-Pierre de Moissac, deren Kreuzgang (1059–1131) und Portal (1110–1131) romanische Skulpturen aufweisen, die zu den europäischen Meisterwerken ihrer Zeit zählen.
- 356 Meter lange Kanalbrücke über den Tarn, erbaut 1845, ermöglicht dem Canal latéral à la Garonne die Überquerung des Tarn. Zusammen mit dem Canal du Midi, bildet er einen Wasserweg vom Atlantik (Bordeaux) ins Mittelmeer (Sète). Heute hat er für die Binnenschifffahrt keine Bedeutung mehr, er wird aber als touristische Wasserstraße genutzt.

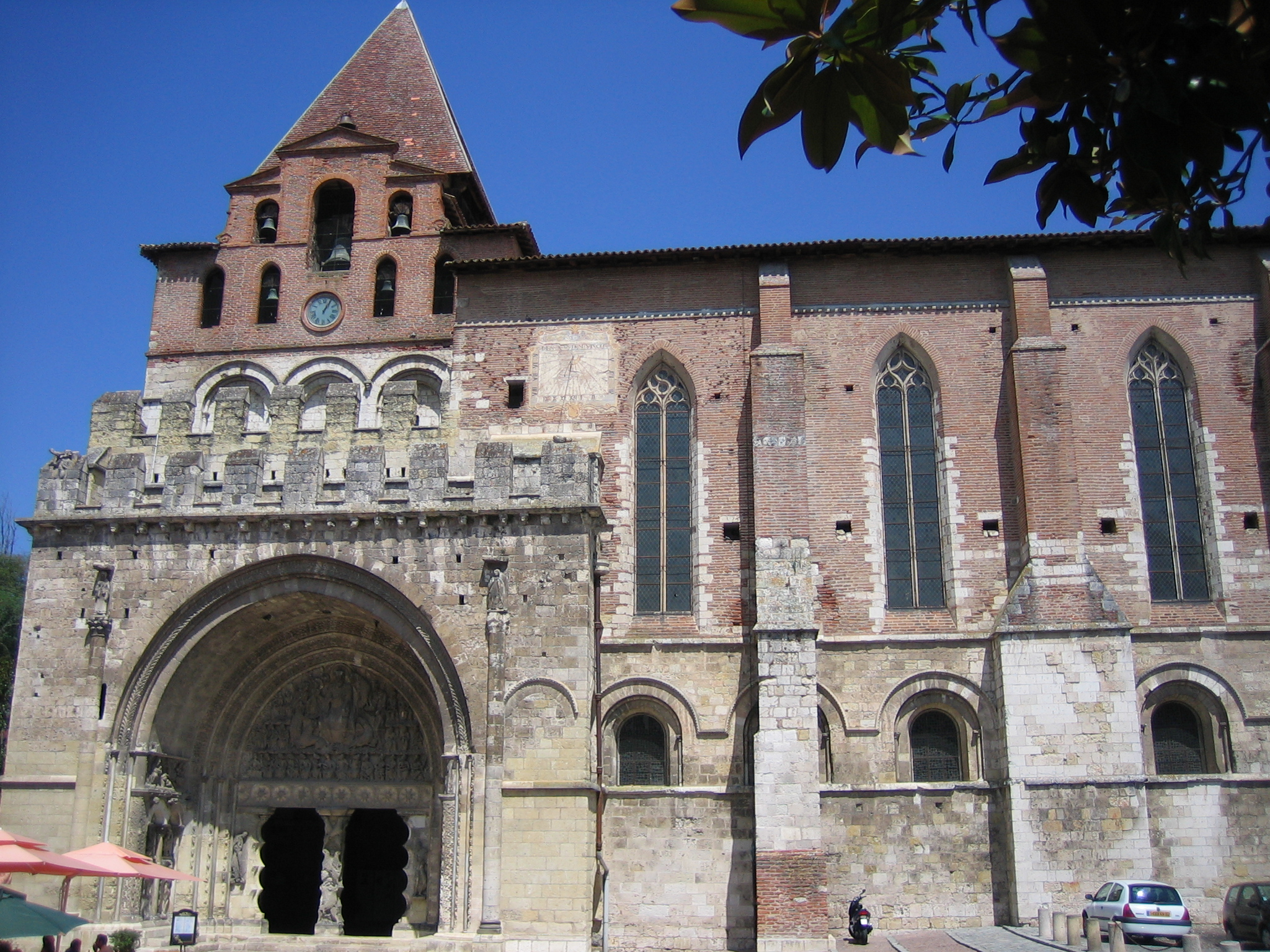
Abtei von Süden
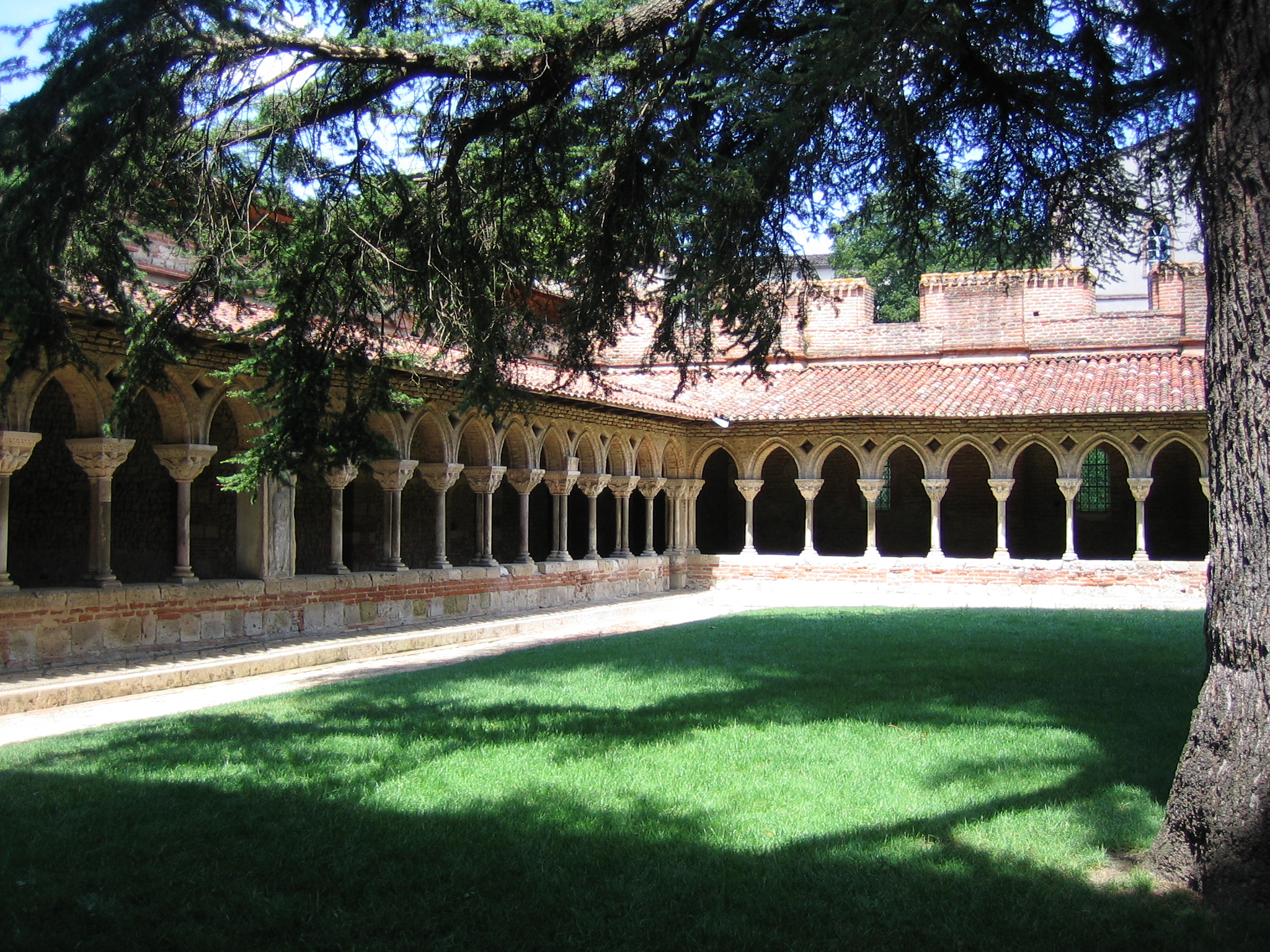
Kreuzgang in der Abtei
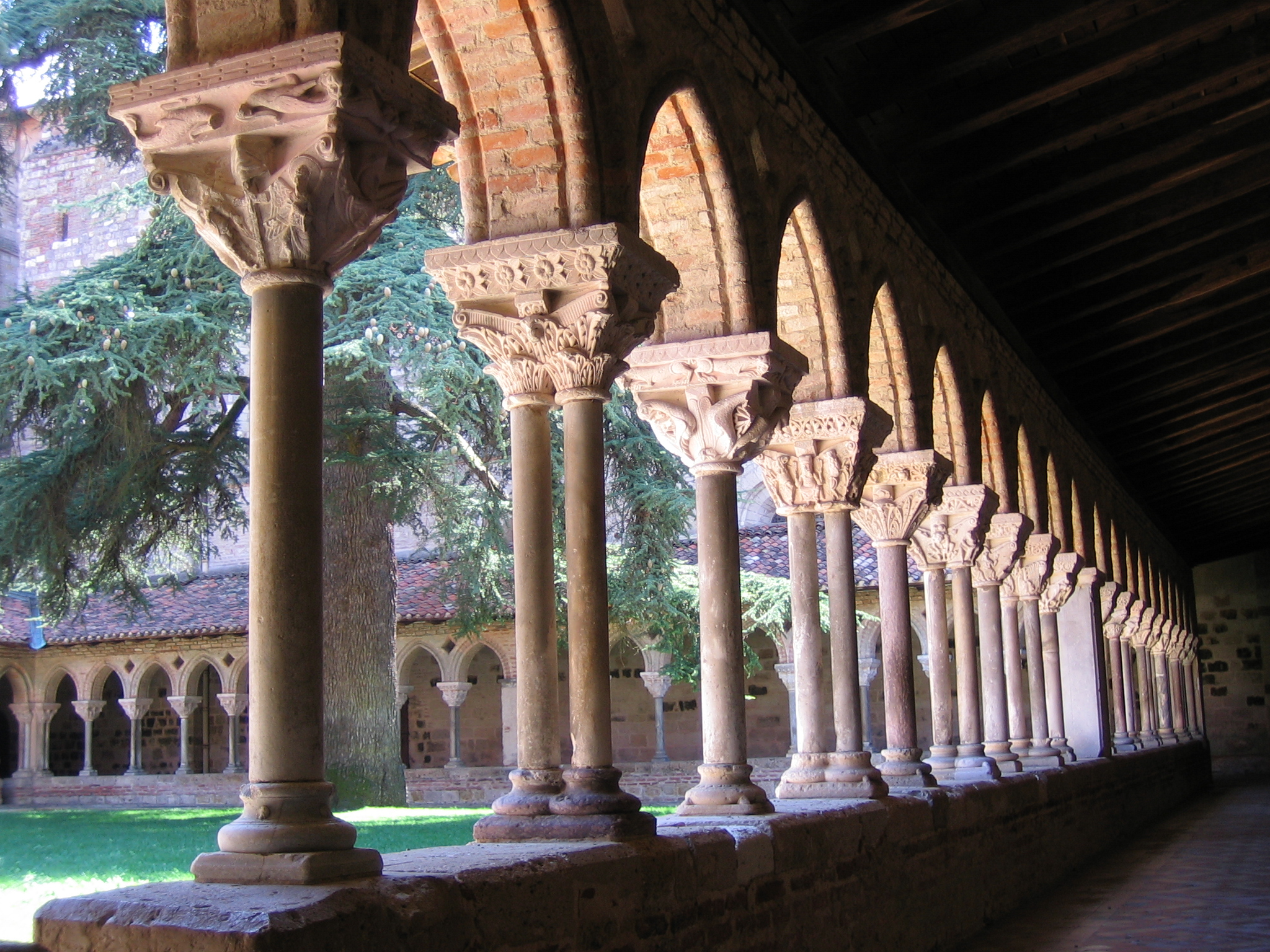
Detailansicht des Kreuzgangs
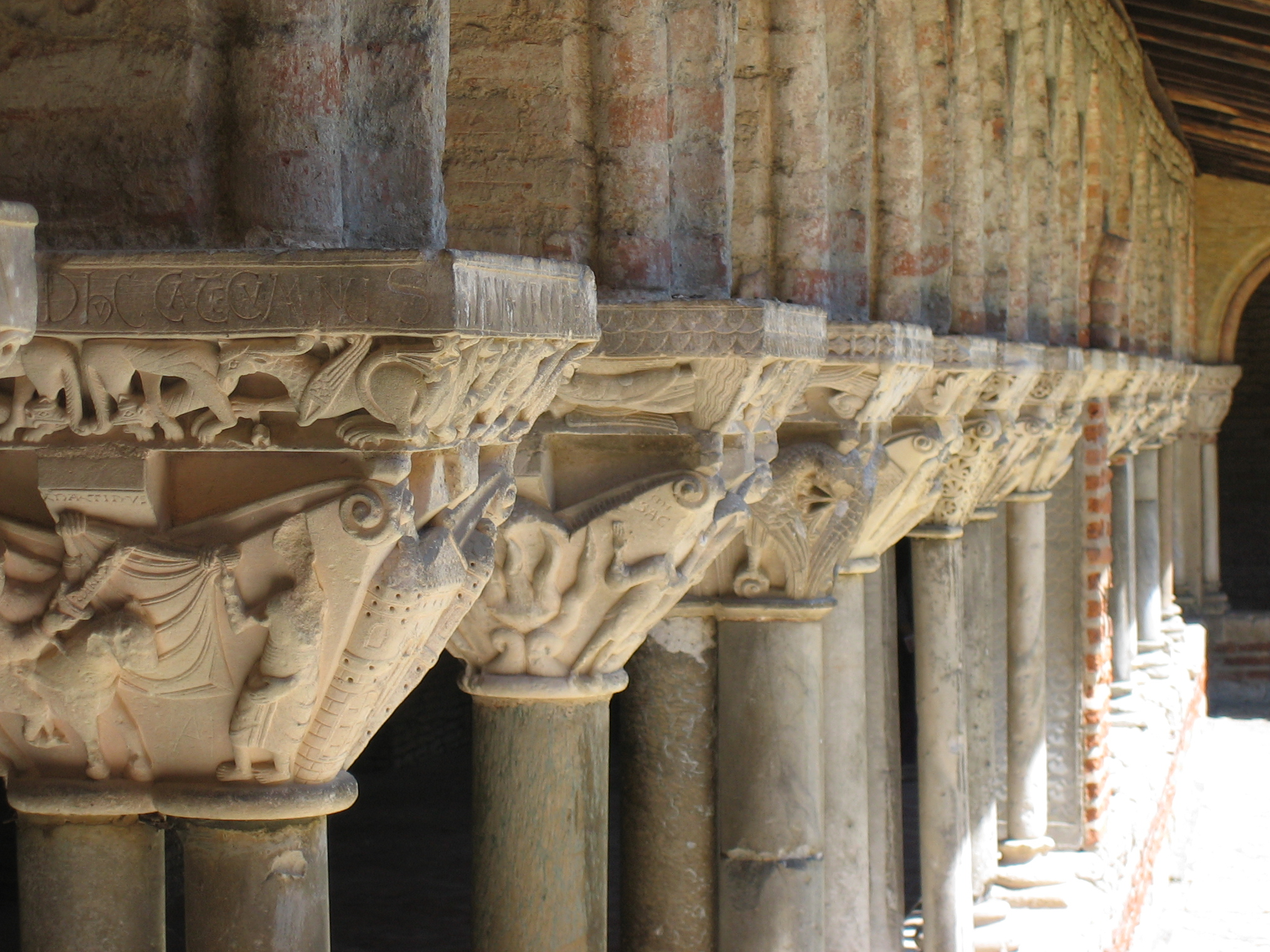
Detailansicht der Kapitelle
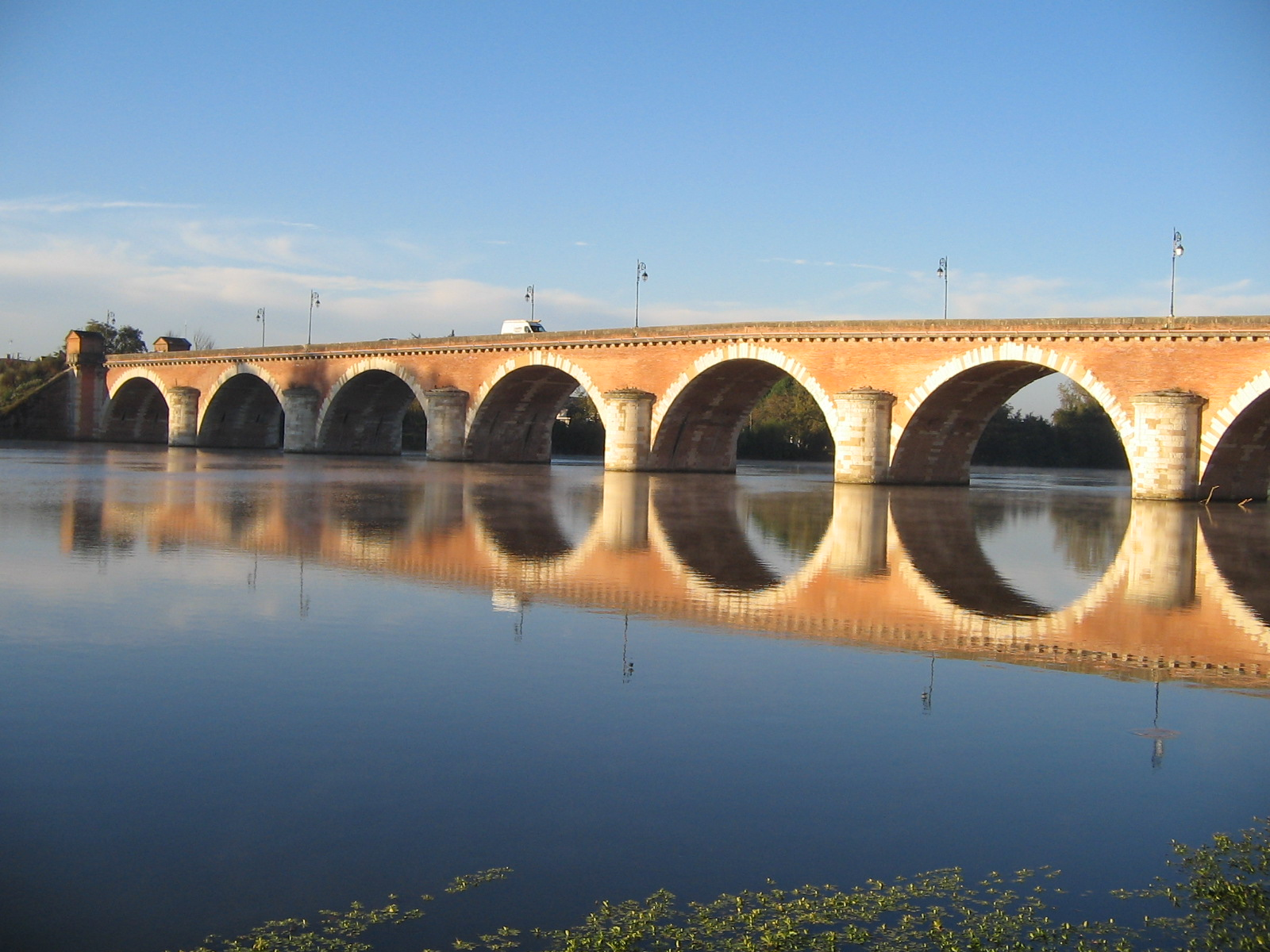
Brücke über den Tarn bei Moissac
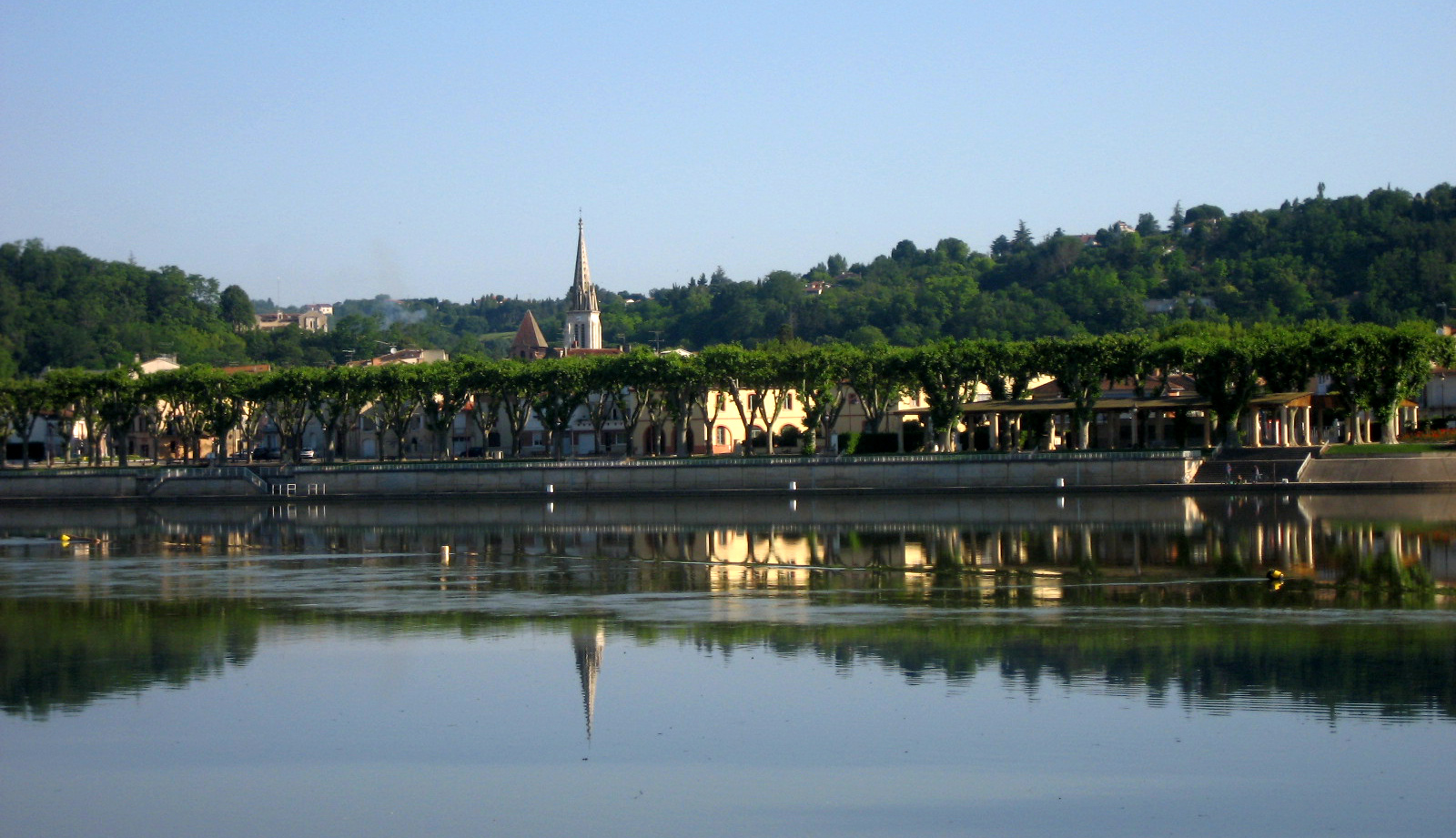
Moissac und der Fluss Tarn
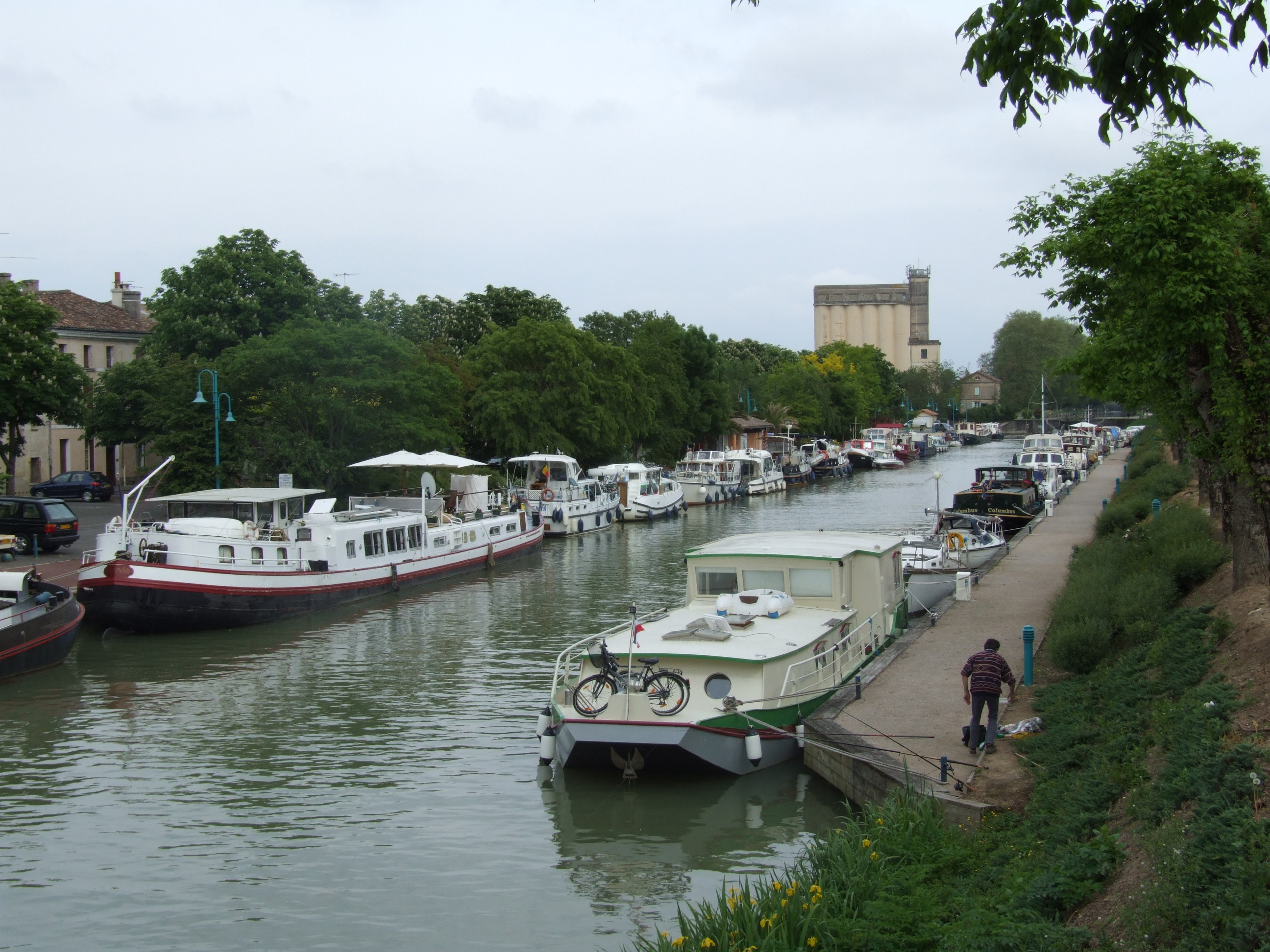
Garonne-Seitenkanal in Moissac

## Persönlichkeiten
- Henri Rieunier (1833–1918): Marineminister und Abgeordneter, Schüler des Collège de Moissac
- Camille Delthil (1834–1902): Politiker, geboren in Moissac und ehemaliger Bürgermeister der Gemeinde
- Raymond de La Tailhède (1867–1938), Dichter
- André Abbal (1876–1953), Bildhauer
- Pierre Blaise (1952–1975), Schauspieler
- Christophe Rinero (* 1973), Radrennfahrer
- Caroline Costa (* 1996), Sängerin und Fernsehmoderatorin

## Partnerstädte
- Astorga, Spanien, Provinz León
- Thomery, Frankreich